# Jan Vos (dramaturge)
Pour les articles homonymes, voir Jan Vos.
Jan Vos (Amsterdam, vers 1610 - Amsterdam, 1667) est un homme de lettres néerlandais. Il a écrit des pièces de théâtre et des poèmes. Vitrier de métier, il réalise à ce titre toutes les vitrines du nouvel hôtel de ville de la place du Dam.
Dans le même temps, Jan Vos a joué un rôle important en tant que directeur de pièces de théâtre et en tant que régent du théâtre. Il organise des défilés à la demande des maires et fait décorer des dizaines de chars avec des scènes, ce qui provoque parfois critiques, moqueries et désapprobations. Vos est une personnalité franche qui a apporté une contribution importante à la vie culturelle d'Amsterdam. Il a une vision de l'art dramatique plus vivante et mouvementée que les auteurs classiques savants, y compris Vondel.

## Biographie
Né vers 1610 à Amsterdam, Jan Vos est le fils de Jan Janz. Vos et Aeltje Dircx, originaires d'Opmeer et resté catholique après l'Alteratie. Baptisé dans une église ou chapelle catholique clandestine, il reste catholique toute sa vie dans un pays à dominance protestante, prônant la liberté de conscience. Jan Vos épouse Grietje Gerrets (1616-1651), déjà enceinte, le 20 février 1639 à l'ancien hôtel de ville. Ils ont deux enfants : Jan, qui ne vit que quelques jours et Maria, qui posera la première pierre du nouveau théâtre en 1664). Jan Vos est de bonne ascendance et habite Kalverstraat 202, rue dans laquelle il tient une boutique de vitrier, étant le vitrier officiel de la ville.
Jan Vos se vante de ne connaître aucune langue (latin), sauf le néerlandais. Il obtient son premier succès avec sa pièce Aran en Titus, of wraak en weerwraak, publiée en 1641, dans laquelle meurent onze personnages. Casper van Baerle admire l'œuvre, malgré ou à cause d'un prince servi comme pudding, d'un Maure cuit au four et d'apparitions fantomatiques. La pièce est basée sur Titus Andronicus de Shakespeare et sur l'œuvre de Sénèque.
Dans Klucht van Oene (1662) un certain nombre de pratiques déloyales des marchands et industriels d'Amsterdam sont dénoncées : les boulangers, qui vendent du pain trop léger ; les tailleurs, qui s'approprient les pièces de tissu achetées par le client ; les verriers, qui s'occupent de la quantité de verre, et les teinturiers, qui trafiquent la soie. Courtiers, prêteurs sur gage, locataires de fermes, caissiers, notaires et secrétaire, aubergistes, meuniers, médecins, barbiers, pharmaciens et libraires passent en revue. Médée (1667) était un spectacle en optima forma, où tout était sacrifié à l'apparence. Dans la préface, il a exprimé son appréciation pour les Épîtres d'Horace.
Vos est un compagnon de table recherché des familles Bicker (nl), Huydecoper (nl), Witsen (nl) et Six, pour qui il écrivait des poèmes occasionnels. En conséquence, il est souvent qualifié de poète familial. Les frères Cornelis et Andries de Graeff ont également agi en tant que mécènes de Jan Vos. Il est aussi ami avec le poète et libraire Jacob Lescaille (nl), qui a édité plusieurs de ses pièces. En 1651, il est l'un des compilateurs du recueil de poèmes Verscheyde Nederduytse gedichten, une tentative de réunir des peintres et des poètes de différentes confessions.
Jan Vos est un partisan de la tolérance religieuse et s'oppose farouchement à toute forme de sectarisme et de coercition en matière de foi. Dans ses écrits, il s'oppose à la Réforme de l'Église néerlandaise (nl) et à ses fanatiques, les ministres calvinistes, ainsi que contre les puritains et le protecteur et dirigeant anglais Oliver Cromwell. Pendant la guerre civile anglaise, lui et Joost van den Vondel soutiennent pleinement la maison royale tolérante des Stuart. En 1657, il honore le mariage de Jan J. Hinlopen (nl) et Leonora Huydecoper.
Vos reçoit une sculpture sur bois représentant le Saint-Sépulcre à Jérusalem de la famille Huydecoper. Il échange régulièrement des lettres avec le grand-pensionnaire Johan de Witt dans les années où ce dernier est au sommet de sa gloire.
Jan Vos meurt le 12 juillet 1667 à Amsterdam. Sur son lit de mort, il reçoit une demande de De Witt de lui fournir un poème.

## Théâtre de Van Campen
Jan Vos a dirigé le théâtre de Van Campen pendant 19 ans (1647-1667), aux côtés de Tobias van Domselaer (nl) et de Johannes Serwouters (nl). Il appartenait au cercle de Muider. Un membre de la famille Bicker (nl) était alors doyen de Muiden. Vos a mis en scène avec art des pièces de et avec Vondel. La célèbre actrice Ariana Nozeman (nl) joue dans ses pièces.

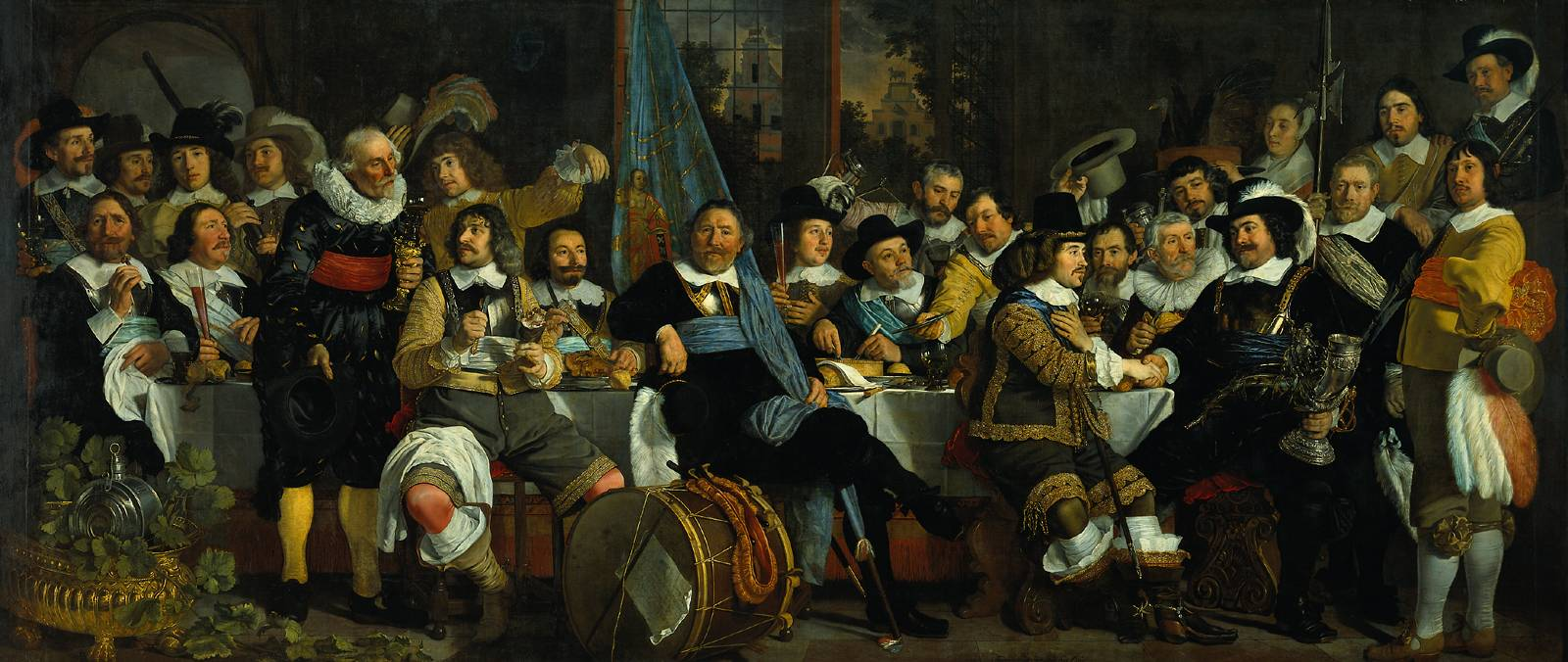
Célébration de la Paix de Münster, de Bartholomeus van der Helst (1648, Rijksmuseum Amsterdam) ; un poème de Jan Vos est attaché à la grosse caisse.

Vos avait un bon sens de ce que le public voulait voir ; il a reçu à plusieurs reprises des commandes du gouvernement de la ville pour concevoir et organiser des défilés et des expositions. En 1654, lors de la célébration du Traité de Westminster, Vos a organisé dix représentations. Lors de la visite de Christine de Suède à Amsterdam en 1656, elle a eu droit à huit spectacles (schilderyen) organisés par Jan Vos. En 1658, on montre aux Amstellodamois l'Ontset of Coppenhaven, qui reflète l'actualité politique. En 1659, Amélie de Solms-Braunfels visite Amsterdam avec sa fille Louise Henrietta, et vingt pièces sont réalisées à cette occasion. Nicolaes Tulp s'oppose vigoureusement aux dieux et déesses païens exposés à l'entrée. Lors de la visite de Marie-Henriette Stuart, veuve de Guillaume II, il s'avère que l'un des chars représente la décapitation de son père Charles Ier d'Angleterre. Vos s'avance à cheval et devient la cible de critiques. Les artistes Govert Flinck et Ferdinand Bol, de bons amis de Vos, l'ont aidé à décorer. En sa qualité de régisseur, il inséré dans le Lucifer de Vondel un ballet d'Adam et Eve avec les anges au paradis. Si, dans un premier temps, Vondel laisse passer cette insertion, peut-être même se réjouit-il d'être ainsi modernisé, elle devint avec le temps trop puissante pour lui.

## Œuvre

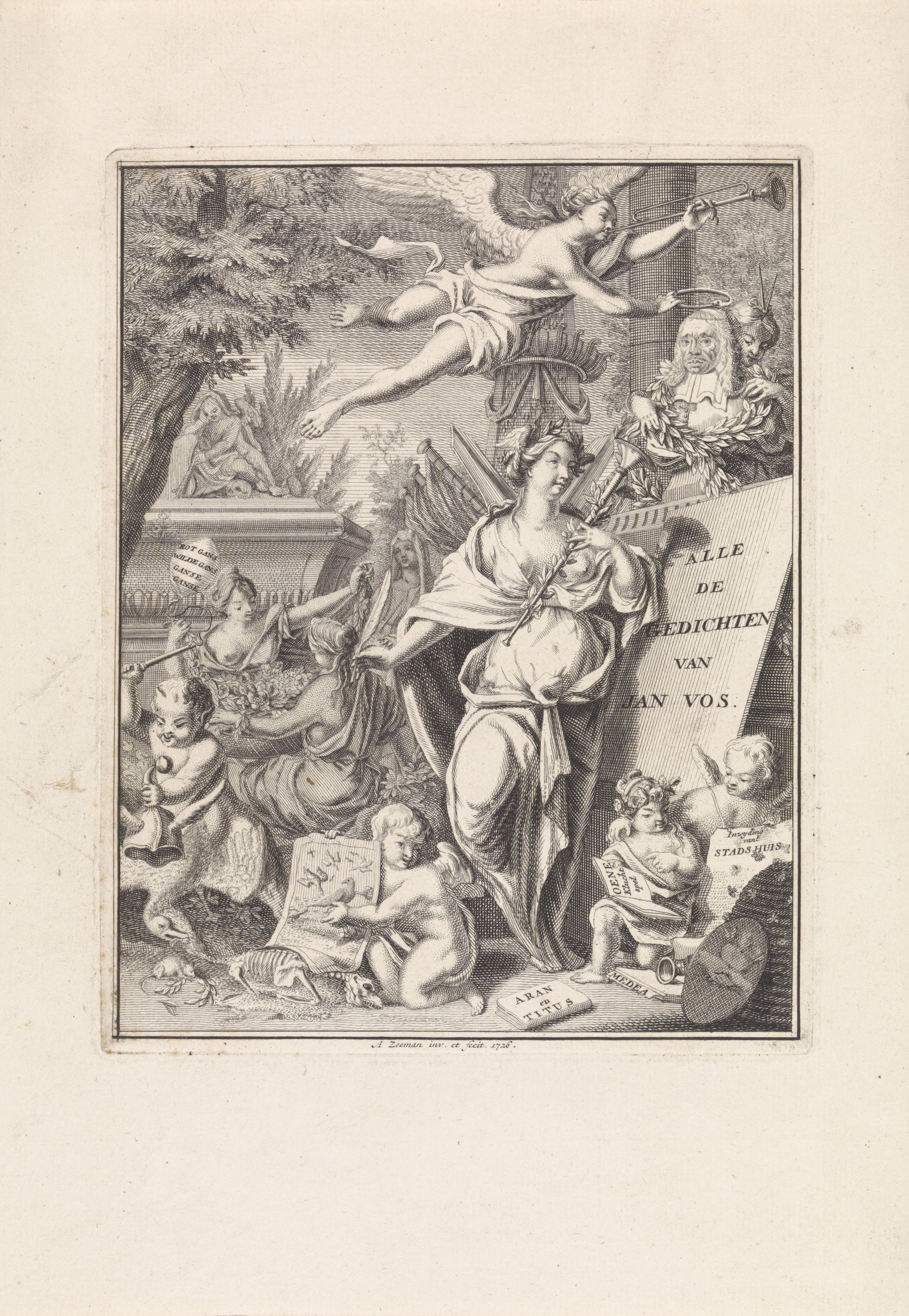
Allégorie de la paternité de Jan Vos, page de titre de Alle de gedichten van den Poëet Jan Vos.

Jan Vos n'a souvent pas utilisé de motifs religieux et a préféré utiliser la mythologie antique des Grecs et des Romains, mais en même temps on peut le compter parmi le baroque catholique, comme dans son cycle Good Vrydagh ou Christus lyden.
Pièces de Jan Vos :
- Aran en Titus (1641)
- De Klucht van Oene (1642)
- Inwyding van de Schouburg (1665)
- Medea (1667)

En 1662, Jacob Lescaille (nl) publie à Amsterdam un recueil des poésies de Jan Vos : Alle de gedichten van den Poëet Jan Vos
Il publie l'année suivante un ouvrage écrit avec Herman Frederik Waterloos, Vergrooting van Amsterdam: uit de Rijmen van den poëet Jan Vos, in rijmelooze reeden gestelt.